# Дженкинс, Альберт
Альберт Джеллатин Дженкинс (Albert Gallatin Jenkins) (10 ноября 1830 — 21 мая 1864) — американский адвокат, плантатор, представитель в Конгрессе США и на первом конгрессе Конфедерации. Бригадный генерал армии Конфедерации в годы американской гражданской войны. Командовал кавалерийской бригадой, набранной из жителей Западной Вирджинии. Был смертельно ранен в сражении при Клауд-Маунтин в Вирджинии.

## Ранние годы
Дженкинс родился на плантации капитана Уильяма Дженкинса и его жены Жанетт Григсби Макнатт в округе Кабелл, на западе штата Вирджиния. В возрасте 15 лет  Дженкинс посещал академию Маршалла. В 1848 году он окончил Джефферсон-Колледж в Кэнонсберге, штат Пенсильвания, а в 1850 году — Гарвардскую Юридическую школу (одну из школ Гарвардского университета). В том же году он был допущен к юридической практике и начал работать в Чарлстоне. В 1859 году унаследовал часть плантаций отца. В 1856 он был избран делегатом на Национальное Собрание демократической партии в Цинциннати, где был избран представителем от демократов на 35-й и 36-й Конгресс США.

## Гражданская война
После сецессии Вирджинии и начала Гражданской войны Дженкинс не стал избираться на третий срок и покинул Конгресс. Он вернулся домой, набрал кавалерийскую партизанскую роту и 20 апреля 1861 был избран её капитаном. 29 мая рота была полностью сформирована и придана 36-му Вирджинскому пехотному полку бригады Флойда. Между тем, делегаты из северо-западных районов Вирджинии провели в июне 1861 г. отдельную конференцию, на которой выбрали собственного губернатора. И в октябре 1862 г. западные виргинцы проголосовали на референдуме за создание своего штата под названием Канова, с временной столицей в Уилинге. В апреле 1862 г. была принята конституция штата, а 20 июня 1863 г. он официально вошёл в состав США под названием Западная Вирджиния.
4 августа 1861 года приказом Флойда рота Дженкинса была переведена в 8-й Вирджинский кавалерийский полк как рота Е, а Дженкинс стал командиром этого полка. За год его люди сумели создать немало проблем федеральному командованию в регионе и Френсис Пьерпонт (губернатор отделившейся Западной Вирджинии) обратился в Линкольну с просьбой прислать опытного командира, чтобы помочь удержать контроль над регионом. В начале 1862 года Дженкинс оставил полевую службу и отправился делегатом на Первый Конгресс Конфедерации. 1 августа 1862 года он стал бригадным генералом и вернулся в армию. Осенью этого года он продолжил беспокоить федеральные отряды в Западной Вирджинии, осложняя работу, в частности, железной дороги Балтимор-Огайо.
В сентябре его бригада совершила рейд в северный Кентукки и Западную Вирджинию, и ненадолго вошла в Огайо (в районе Баффингтон-Айленд). Это было первое вторжение военного отряда Конфедерации в Северные Штаты. В декабре генерал Ли попросил перевести Дженкинса в долину Шенандоа.
В марте 1863 года Дженкинс организовал небольшой рейд в Западную Вирджинию. В мае его бригада была придана корпусу Ричарда Юэлла и после начала Геттисбергской кампании он отправился вместе с Юэллом на север, в Пенсильванию, прикрывая наступление корпуса и обеспечивая разведку. На тот момент бригада имела следующий состав:
- 14-й Вирджинский кавалерийский полк: май. Бенжамен Экл
- 16-й Вирджинский кавалерийский полк: полк. Мильтон Фергюсон
- 17-й Вирджинский кавалерийский полк: полк. Уильям Френч
- 34-й Вирджинский кавалерийский батальон: подп. Винсент Уитчер
- 36-й Вирджинский кавалерийский батальон: кап. Корнелиус Смит
- Артиллерийская батарея: кап. Томас Джексон (4 Наполеона и два 6-дюймовых нарезных орудия)

(8-й Вирджинский полк был оставлен для охраны Западной Вирджинии)
В начале кампании бригада действовала совместно с дивизией Родса, действуя севернее Винчестера во время второго сражения при Винчестере. Бригада участвовала в нескольких перестрелках у Берревиля и Банкер-Хилл и выбила противника из Мартинсберга (Однако не заняла переправы своевременно и позволила федералам отступить за Потомак). 15 июня Дженкинс и его 1 600 кавалеристов перешли Потомак и вступили в Пенсильванию.
Дженкинс прошёл вверх по Камберлендской долине и захватил Чамберсберг, где разрушил железнодорожные мосты и отбил небольшую атаку федеральной кавалерии. В Чамберсберге было захвачено много продовольствия и снаряжения, однако ввиду приближения федеральной кавалерии Дженкинс отступил от Чамберсберга, потеряв таким образом захваченное. Это привело к конфликту с Родсом, так что Юэлл перевел Дженкинса под своё непосредственное командование.
22 июня кавалеристы Дженкинса прошли Монтеррейское ущелье и достигли Фэирфилда. 26 июня 17-й Вирджинский полк сопровождал дивизию Эрли, которая заняла Геттисберг. Когда генерал Гордон разбил 26-й полк пенсильванской милиции, 17-й Вирджинский организовал преследование и захватил около сотни пленных.
27 июня люди Дженкинса вошли в Карлайл. Там он получил приказ Юэлла идти к Саскеханне и Харисбергу, чтобы разведать федеральные укрепления в этом районе. 28 июня Дженкинс вошёл в Механиксберг. Он участвовал в перестрелке у Спортинг-Хилл у Харрисберга. Когда Юэлл получил приказ Ли о сосредоточении армии, он передал его Дженкинсу, однако с опозданием на сутки, из-за чего бригада покинула Механиксберг только утром 30 июня. Вечером бригада собралась в Карлайле. Утром они двинулись в Геттисбергу и в полдень услышали артиллерийскую канонаду. Только в 17:00 они подошли к Геттисбергу. В тот день только 17-й Вирджинский полк успел немного поучаствовать в сражении.
Утром 2 июля Дженкинс был вызван в палатку генерала Ли на Семинарском Хребте, где получил приказ охранять левый фланг армии. Он развернул свою бригаду в лесу у ручья Рок-Крик. Чтобы осмотреться на местности он поднялся на вершину одного из холмов, чем привлек внимание противника: по нему открыли орудийный огонь, один снаряд разорвался рядом, убил лошадь Дженкинса и тяжело ранил его самого. Его вынесли с поля боя, командование бригадой перешло к Мильтону Фергюсону. Ранение Дженкинса привело к тому, что его бригада так и не приступила к охранению фланга, и эту задачу выполняла пехотная бригада Уильяма Смита. Это, в свою очередь, привело к тому, что бригада Смита не участвовала в атаках на Калпс-Хилл. 

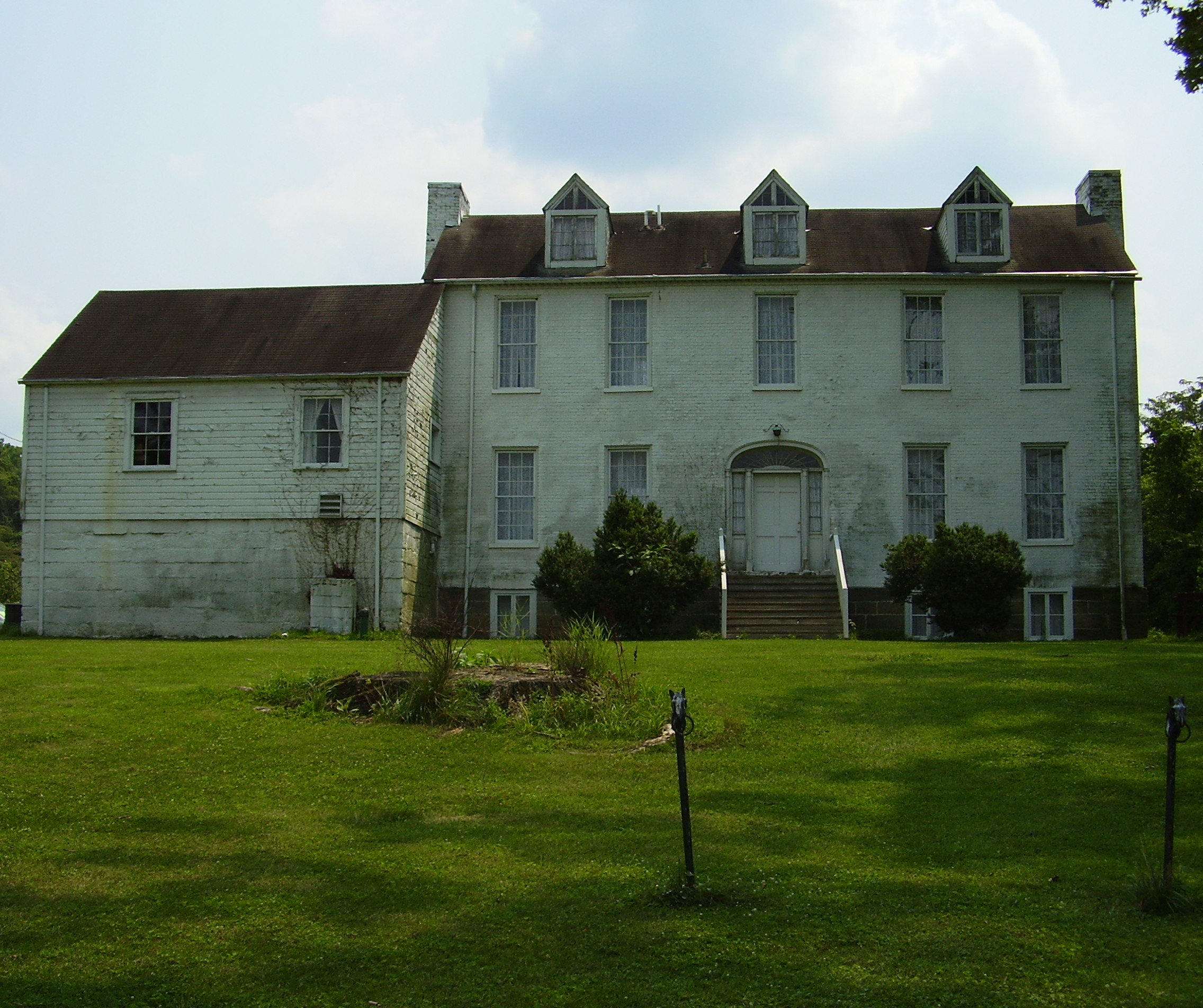
Гриинботтом, дом Дженкинса. В настоящее время — музей.

Из-за ранения Дженкинс выбыл из строя до осени.
Часть 1864 года он провел в западной Вирджинии, где набирал и тренировал кавалерию. В мае он был назначен командовать департаментом Западная Вирджиния со штабом в Дублине. Когда федеральный бригадный генерал Джордж Крук вошёл в Вирджинию с крупными силами, Дженкинс попытался его остановить. 9 мая 1864 года он был тяжело ранен во время сражения при Клаудс-Маунтен и попал в плен. Хирург-северянин ампутировал ему руку, но Дженкинс так и не выздоровел до конца и умер через 12 дней. Его похоронили на пресвитерианском кладбище Нью-Дублин, а после войны перезахоронили в его родном Гринботтоме, около Хантингдона.